# Шевелёв, Виктор Семёнович
Ви́ктор Семёнович Шевелёв (1925 — 14 января 1944) — советский военнослужащий, гвардии красноармеец Рабоче-крестьянской Красной Армии, участник Великой Отечественной войны, Герой Советского Союза (15 января 1944 года, посмертно).

## Биография
Родился в селе Бугры, ныне в черте города Новосибирска, в семье крестьянина, русский.
Окончил сельскую школу. Работал в колхозе. В Красной Армии с июля 1943 года, с этого же времени на фронте.
Стрелок 218-го гвардейского стрелкового полка (77-я гвардейская стрелковая дивизия, 61-я армия, Центральный фронт) гвардии красноармеец Шевелёв в ночь на 27 сентября 1943 года в составе роты в числе первых переправился через Днепр в районе села Неданчичи (Репкинский район Черниговской области), захватил и удерживал рубеж, обеспечивая форсирование реки подразделениями полка.
Указом Президиума Верховного Совета СССР «О присвоении звания Героя Советского Союза генералам, офицерскому, сержантскому и рядовому составу Красной Армии» от 15 января 1944 года за «образцовое выполнение боевых заданий командования по форсированию реки Днепр и проявленные при этом мужество и героизм» удостоен звания Героя Советского Союза. 
Погиб 14 января 1944 года. Похоронен в братской могиле в деревне Байкино Себежского района Псковской области. 

## Память
Имя Героя увековечено на монументе Славы в Новосибирске.
Именем Виктора Шевелёва названа улица на Южно-Чемском жилмассиве в Кировском районе Новосибирска.

## Награды
- Герой Советского Союза (15 января 1944 года, посмертно);
- орден Ленина (15 января 1944 года, посмертно);
- медаль.